# 康斯坦丁·巴尔蒙特

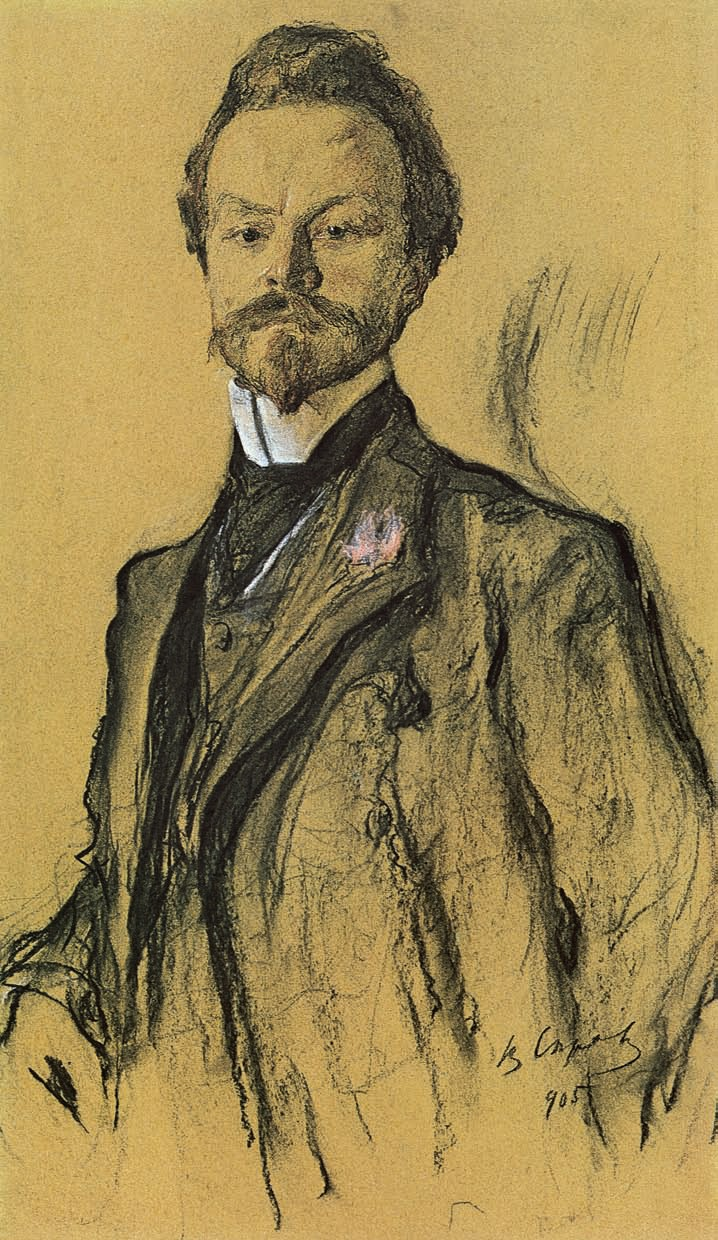
巴尔蒙特的肖像，由瓦伦丁·谢罗夫绘画

康斯坦丁·德米特里耶维奇·巴尔蒙特（俄語：Константин Дмитриевич Бальмонт，羅馬化：Konstatin Dmitrievich Balmont，1867年6月3日—1942年12月23日）俄罗斯象征主义诗人。

## 生平
出身于贵族家庭。1886年入莫斯科大学法律系就读，后被开除。1890年开始发表诗歌。出版有《无边无际》(1895)，《寂静》(1898)、《燃烧的大夏》(1900)、《我们将像太阳一样》(1903)、《美之祭》(1911)、《太阳、天空和月亮的十四行诗》(1917)等诗集。巴尔蒙特的诗歌怪诞而华丽，体现了个人主义和非道德论的思想。他还将西欧颓废派和印度古代的一些诗作译为俄语。